# Acanthomegabunus
Acanthomegabunus is een geslacht van hooiwagens uit de familie Phalangiidae (Echte hooiwagens).
De wetenschappelijke naam Acanthomegabunus is voor het eerst geldig gepubliceerd door Tsurusaki, Tchemeris & Logunov in 2000. 

## Soorten
Acanthomegabunus is monotypisch en omvat slechts de volgende soort:
- Acanthomegabunus sibiricus